# Мупа (национальный парк)
Му́па (англ. Mupa National Park) — национальный парк Анголы. Парк расположен в бассейнах рек Calongo и Cuvelai, кроме того на территории парка расположено несколько мелких озёр, которые, впрочем не оказывают особенного влияния. Высота над уровнем моря достигает 1150 метров. Площадь парка составляет 6600 км².
Парк расположен в замбезийском фитогеографическом регионе. На территории парка преобладают растения родов Brachestegia и Julbernardia, а также вид мопане.
На территории парка обитает 66 видов млекопитающих, 24 вида земноводных и 29 видов пресмыкающихся. Среди млекопитающих встречаются импала (Aepyceros melampus petersi), лев, ангольский эполетовый крылан (Epomophorus angolensis). Наблюдения на границах парка показывают, что в нём обитает не менее 182 видов птиц, в основном в замбезийском редколесье. На берегах рек встречается и, возможно, гнездится редкий вид серёжчатый журавль, а на озёрах — не менее 21 вида водоплавающих птиц. Кроме того, в парке обитают красноплечий блестящий скворец (Lamprotornis nitens), стальной блестящий скворец (Lamprotornis chalybaeus), клинохвостый блестящий скворец (Lamprotornis acuticaudus). Специалисты BirdLife International полагают, что по территории парка проходит миграция водоплавающих птиц.
С 1938 года на территории парка осуществляется охрана Giraffa camelopardalis angolensis, ангольского подвида жирафа. В 1964 году территория получила статус национального парка, однако в начале 1970-х жирафы были почти полностью истреблены. В настоящее время популяция жирафов очень малочисленна.